# Braeden Lemasters
Braeden Matthew Lemasters (Warren, 27 gennaio 1996) è un attore, musicista, cantante, e doppiatore statunitense.

## Biografia
Nato a Warren, Ohio, attualmente vive a Santa Clarita, figlio di Dave e Michelle Lemasters, ha un fratello più grande di nome Austin. Nel 2005, ha iniziato la sua carriera a 9 anni, recitando il ruolo di Frankie, nella popolare serie televisiva Six Feet Under.
Nel 2006, ha recitato il ruolo di un bambino autistico nella famosa serie televisiva statunitense Dr. House - Medical Division Successivamente, ha recitato in Criminal Minds, E.R. - Medici in prima linea, The Closer e infine ha lavorato come doppiatore nel videogioco Thrillville.
Nel 2007, ha recitato il ruolo di Jacob Marshall-LaHaye nel film Love's Unending Legacy. In seguito ha recitato in Sacrifices of the Heart, recitando il piccolo Ryan Weston, Life (serie televisiva), Grey's Anatomy e in Wainy Days.
Ha iniziato il 2008 recitando nel lungometraggio Beautiful Loser. Dopo Beautiful Loser, Braeden ha recitato il ruolo di David Zelinsky in Law & Order - Unità vittime speciali, Brian Swain in Eli Stone, nell'episodio Father Figure, Tommy Ward in Saving Grace e di Seth Lundgren nel 1969 in Cold Case - Delitti irrisolti. 
Nel 2009, ha recitato il ruolo di Noah Taffet on NCIS - Unità anticrimine , Cameron "Cam" Stiles a 12 anni in Chasing a Dream, Sean Harding nel ruolo del patrigno Il segreto di David - The Stepfather, e di Albert in Men of a Certain Age.
Nel 2010, è apparso nel film Easy Girl, interpretando il ruolo di Todd a 13 anni.

### Wallows
Braeden è il membro fondatore della band Wallows (precedentemente nota come The Feaver), dove svolge il ruolo di chitarrista e cantante. Gli altri membri sono Cole Preston (batteria), Zack Mendenhall (basso) e Dylan Minnette (cantante/chitarra ritmica). La band ha vinto la Battle Of The Bands Contest (2010) sponsorizzata dalla stazione radio KYSR|98.7 FM e ha suonato al Vans Warped Tour 2011. La band ha continuato poi a suonare in numerosi locali famosi di Los Angeles inclusi il Roxy Theatre e il Whisky a Go Go. La canzone della band, Bleeding Man, è stata usata per il promo della seconda stagione della serie R.L. Stine's The Haunting Hour. La band si è esibita anche al "Summer Meltdown", un concerto per la consapevolezza dell'autismo, che si svolge ogni anno dal 2010.

## Filmografia

### Cinema
- Beautiful Loser, regia di John Nolte (2008)
- Il segreto di David - The Stepfather (The Stepfather), regia di Nelson McCormick (2009)
- Easy Girl (Easy A), regia di Will Gluck (2010)
- Una storia di Natale 2 (A Christmas Story 2), regia di Brian Levant (2012)
- Totem, regia di Marcel Sarmiento (2017)

### Televisione
- Six Feet Under - serie TV, episodio 5x05 (2005)
- Criminal Minds - serie TV, episodio 1x13 (2006)
- E.R. - Medici in prima linea (ER) - serie TV, episodio 12x21 (2006)
- The Closer - serie TV, episodio 2x01 (2006)
- Dr. House - Medical Division (House, M.D.) – serie TV, episodio 3x04 (2006)
- Sacrifici del cuore (Sacrifices of the Heart), regia di David S. Cass Sr. (2007)
- L'amore non finisce mai (Love's Unending Legacy), regia di Mark Griffiths (2007)
- Life - serie TV, episodio 1x01 (2007)
- Grey's Anatomy - serie TV, episodio 4x07 (2007)
- Law & Order - Unità vittime speciali (Law & Order: Special Victims Unit) - serie TV, episodio 9x13 (2008)
- Eli Stone - serie TV, episodio 1x13 (2008)
- Ghost Whisperer - Presenze (Ghost Whisperer) - serie TV, episodio 3x17 (2008)
- Saving Grace - serie TV, episodio 2x04 (2008)
- Cold Case - Delitti irrisolti (Cold Case) - serie TV, episodio 6x07 (2008)
- NCIS - Unità anticrimine (NCIS) - serie TV, episodio 6x19 (2009)
- Men of a Certain Age - serie TV, 17 episodi (2009-2011)
- R.L. Stine's The Haunting Hour - serie TV, episodio 2x10 (2011)
- The Wedding Band (Wedding Band) - serie TV, episodio 1x05 (2012)
- Tradimenti (Betrayal) - serie TV, 13 episodi (2013-2014)
- R.L. Stine. I racconti del brivido. L'armadio delle anime (R.L. Stine's Monsterville: Cabinet of Souls), regia di Peter DeLuise (2015)
- 22.11.63 (11.22.63) - serie TV, episodi 1x03 e 1x05 (2016)
- T@gged  -  WEB serie,  24 episodi (2017 - in corso)
- The Romanoffs - serie TV, episodio 1x02 (2018)

### Doppiatore
| Anno | Titolo      | Ruolo   | Note |
| ---- | ----------- | ------- | ---- |
| 2006 | Thrillville | Bambino |      |

## Riconoscimenti
| Anno | Award                                          | Categoria                                                                      | Lavoro                              | Risultato       |
| ---- | ---------------------------------------------- | ------------------------------------------------------------------------------ | ----------------------------------- | --------------- |
| 2008 | Character and Morality in Entertainment Awards | Television - Made for TV Movie                                                 | Love's Unending Legacy              | Vincitore/trice |
| 2008 | Young Artist Award                             | Best Performance in a TV Movie, Miniseries or Special - Supporting Young Actor | Love's Unending Legacy              | Candidato/a     |
| 2009 | Young Artist Award                             | Best Performance in a TV Series - Guest Starring Young Actor                   | Law & Order: Unità Vittime Speciali | Candidato/a     |
| 2011 | Young Artist Award                             | Best Performance in a TV Series (Comedy or Drama) - Supporting Young Actor     | Men of a Certain Age                | Vincitore/trice |
| 2011 | Peabody Awards                                 |                                                                                | Men of a Certain Age                | Candidato/a     |

## Doppiatori italiani
Nelle versioni in italiano delle opere in cui ha recitato, Braeden Lemasters è stato doppiato da:
- Manuel Meli in Dr. House - Medical Division, Tradimenti
- Andrea Oldani ne I racconti del brivido - L'armadio delle anime
- Mirko Cannella in Life
- Marco Briglione in 22.11.63